# ISO 4
ISO 4 (Information and documentation – Rules for the abbreviation of title words and titles of publications) ist ein internationaler Standard der Internationalen Organisation für Normung (ISO), der ein einheitliches System zur Abkürzung von Publikationen wie wissenschaftlichen Fachzeitschriften definiert. Die erste Version wurde 1972 veröffentlicht; es folgten Überarbeitungen 1984 und 1997 durch das Unter-Komitee SC 9 des Komitees ISO/TC 46 „Information and Documentation“ der ISO. Als Registrierungsstelle wurde das ISSN International Centre ausgewählt. Dieses pflegt die „List of Title Word Abbreviations“, die mit Stand Dezember 2014 mehr als 56.000 Wörter und ihre Abkürzungen in 65 Sprachen beinhaltet.
Eine wichtige Verwendung der ISO 4 ist es, die Namen wissenschaftlicher Fachzeitschriften in Literaturverzeichnissen abzukürzen. Das New Journal of Physics wird dann beispielsweise als New J. Phys. abgekürzt.

## Ausgaben
- International Organization for Standardization: Information and documentation, rules for the abbreviation of title words and titles of publications. 3. Auflage. Genf 1997, OCLC 41354262 (englisch).